# Lysky (potok)
Lysky je název potoka na Středním Pováží, v západní části okresu Púchov. Pramen a horní tok leží na území Česka. Je to pravostranný přítok Beňadína, měří 6,6 km (z toho 3,5 km na Slovensku) a je vodním tokem V. řádu.

## Pramen
Pramení na moravské straně Bílých Karpat na západním svahu vrchu Cibulka (636,2 m n. m.) v nadmořské výšce přibližně 570 m n. m., jihovýchodně od obce Střelná v okrese Vsetín.

## Směr toku
Od pramene teče zprvu na sever, na východním okraji Střelné se postupně stáčí a pokračuje ke státní hranici východním směrem. Po překročení hranice v oblasti Lyského průsmyku (528 m n. m.) teče severovýchodním směrem, přičemž se koryto vícenásobně vlní. Těsně před ústím se výrazně esovitě ohýbá.

## Deomorfologické celky
- Bílé Karpaty, podcelek Kýčerská hornatina
- Javorníky, podcelek Vysoké Javorníky, část Lysianska brázda

## Přítoky
- pravostranné: přítok ze severního svahu Cibulky (Česko), Korytná (Česko), Bartošovský potok, Kozinovec, Drdákovský potok, přítok z osady Holcová, přítok z osady Krátke, přítok z osady Hamala
- levostranné: přítok z východního svahu vrchu Tisůvek (640 m n. m.; Česko), přítok pramenící jihovýchodně od kóty 693,5 m (Česko), přítok z jihozápadního svahu vrchu Čubův kopec (720,3 m n. m.; pramení v Česku, ústí na Slovensku ), přítok z východního svahu vrchu Čubův kopec (též pramení v Česku a ústí na Slovensku), přítok ze západního svahu Strčihlavy (650,3 m n. m.), přítok od osady Švehlovci

## Ústí
Do Beňadína se vlévá na území obce Lysá pod Makytou, západně od středu obce u osady Vnukovci, v nadmořské výšce 385,4 m n. m.

## Obce
- Střelná (okrajem)
- osada Strelenka
- Lysá pod Makytou (neprotéká samotnou obcí, jen několika osadami)